# Lwówek Książęcy

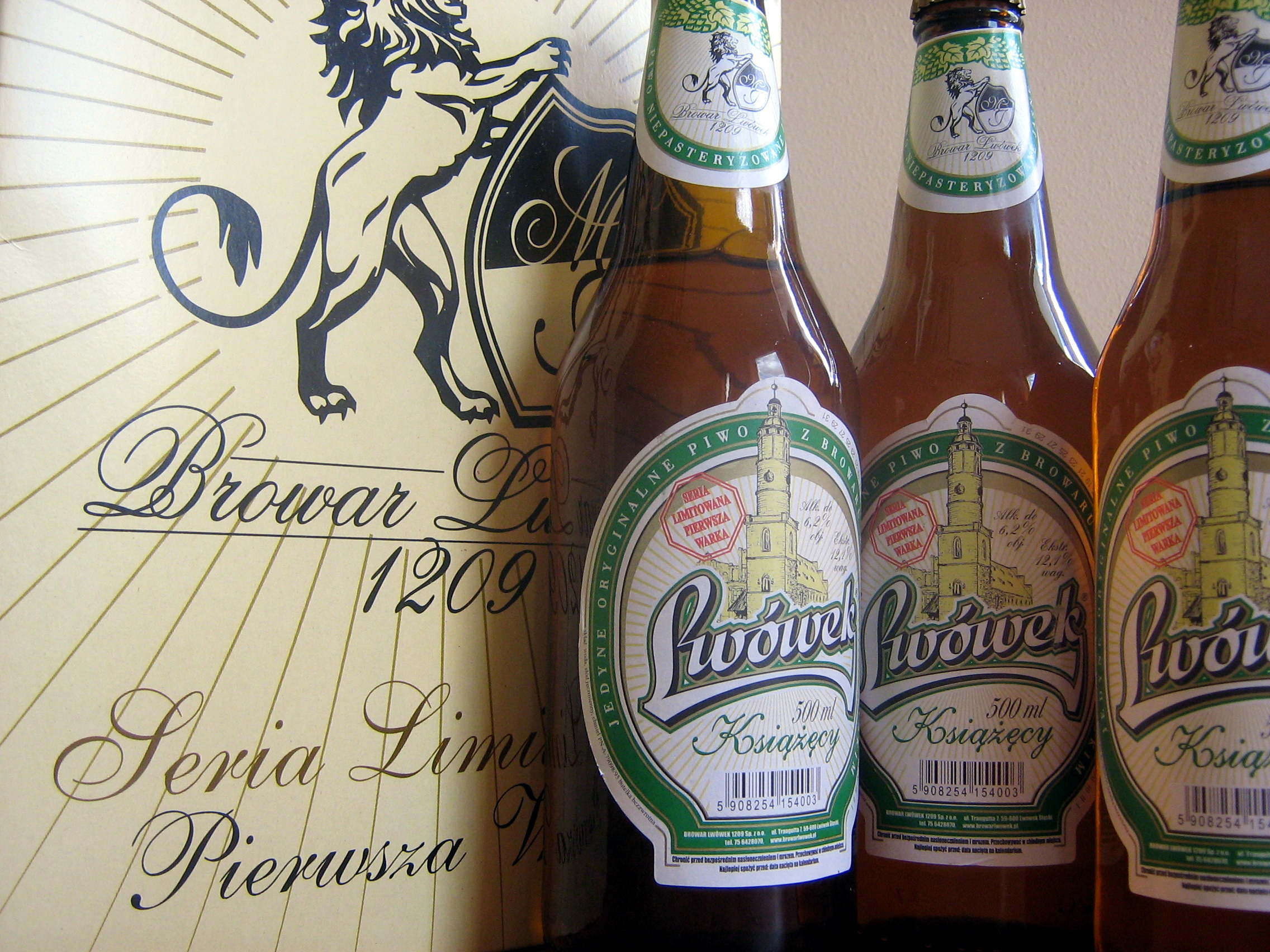
Lwówek Książęcy – pierwsza warka

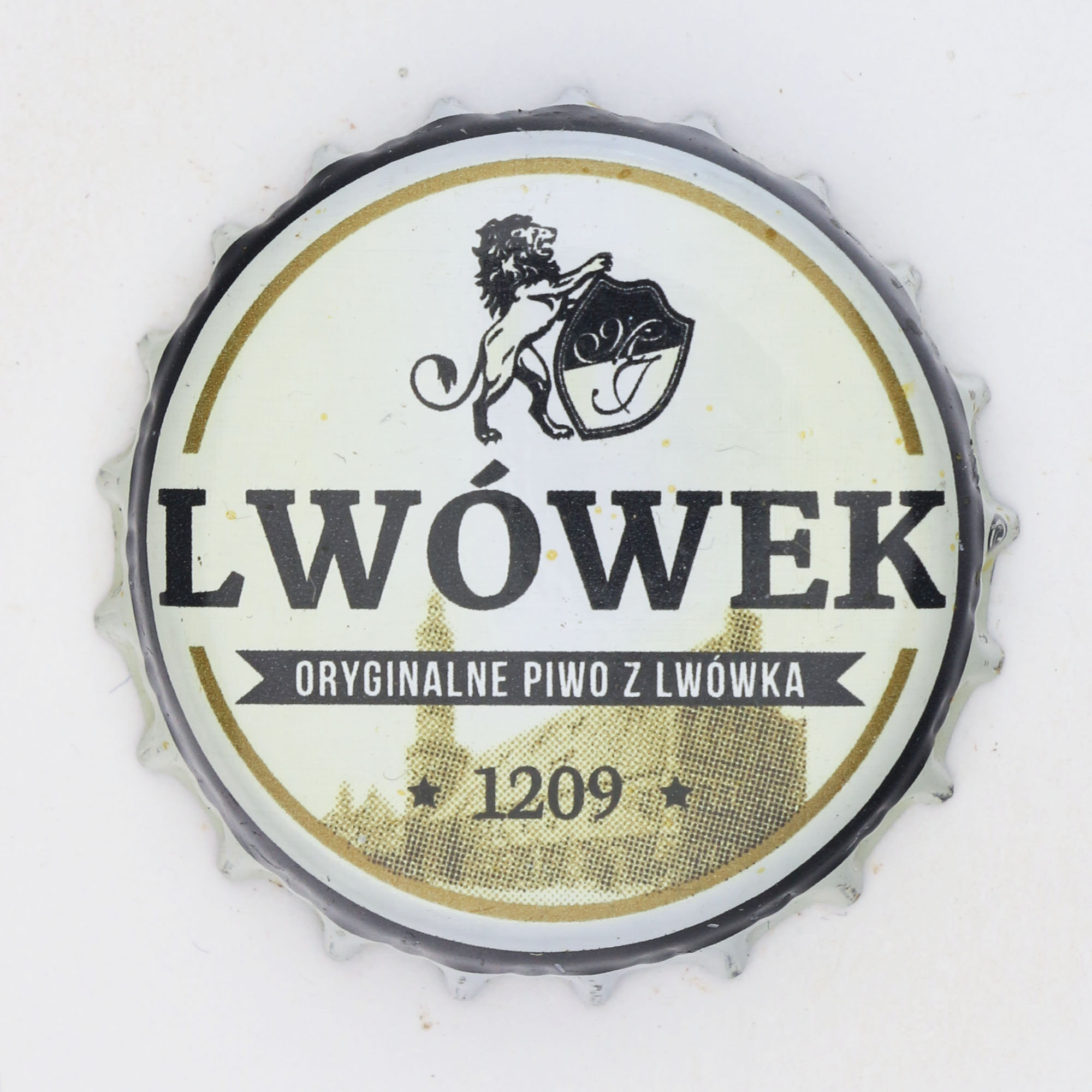
Kapsel Lwówek

Lwówek Książęcy – piwo warzone przez Browar Lwówek 1209. Należy do gatunku jasny mocny lager, zawiera 12,1% ekstraktu i 5,5% alkoholu. Jest niepasteryzowane. Lwówek Książęcy uwarzony został po raz pierwszy 20 maja 2010 jako pierwsze piwo po zmianach własnościowych i trzyletniej przerwie w funkcjonowaniu zakładu.

## Piwo książęce z Lwówka jako polski produkt tradycyjny
Lwówek Książęcy warzony jest w sposób tradycyjny, fermentowany w otwartych kadziach fermentacyjnych i leżakowany w poziomych tankach leżakowych. Nawiązuje do bogatych tradycji piwowarskich miasta Lwówek Śląski oraz tradycyjnej regionalnej marki Książęce. Piwo książęce z Lwówka wpisane jest na listę produktów tradycyjnych Ministerstwa Rolnictwa i Rozwoju Wsi. Piwo to zawsze stanowiło sztandarowy produkt lokalnego browaru. Sama nazwa Książęce pojawiła się na początku lat 70. XX wieku i nawiązywała do księcia piastowskiego Henryka Brodatego, który znacznie przyczynił się do rozwoju gospodarczego Lwówka Śląskiego.
Piwo posiadało wówczas 12,5% Blg. oraz 6% alkoholu. W latach 80. nastąpiła zmiana nazwy na Lwóweckie, natomiast na przełomie lat 80. i 90. występowało pod obiema nazwami: Lwóweckie i Książęce. W roku 1999 pierwszy prywatny inwestor w Browarze Wolfgang Bauer kontynuował warzenie piwa Książęce modyfikując nieznacznie parametry. Piwo otrzymało wówczas 12,5% ekstraktu i 6,2% alkoholu. Dystrybuowane było w wersji pasteryzowanej i niepasteryzowanej i eksportowane do Niemiec pod nazwą Das Echte Bier. Ostatnia warka piwa Książęce za czasów Wolfganga Bauera uwarzona została 27 stycznia 2007 tuż przed upadkiem browaru. Trzy lata później browar przejął Marek Jakubiak, właściciel Browaru Ciechan. Pierwsze piwo uwarzył 20 maja 2010. Był to Lwówek Książęcy, który miał wówczas 6,2% zawartości alkoholu.

## Nagrody i wyróżnienia dla piwa książęcego z Lwówka
- 1995: 3 miejsce na III Ogólnopolskim Sympozjonalnym Konkursie Piw w Tychach
- 2001: złoty medal na XIV Festiwalu Piw Polskich w Łodzi
- 2002: brązowy medal na XV Festiwalu Piw Polskich
- 2003: 1 lokata na Chmielakach Krasnostawskich w kategorii piw jasnych
- 2003: złoty medal (Książęce pasteryzowane) oraz brązowy medal (Książęce niepasteryzowane) podczas XVII edycji Festiwalu Piw Polskich
- 2004: 1 miejsce na XII Spotkaniach Browarników Agro 2004 w kategorii piw jasnych o zawartości ekstraktu 12,1-12,5%
- 2005: 3 miejsce na Chmielakach Krasnostawskich w kategorii Piwo jasne pełne o zawartości ekstraktu w brzeczce 12,1 – 13,0 ºBlg
- 2006: 1 miejsce na Chmielakach Krasnostawskich